# Chanteloup-les-Vignes
Chanteloup-les-Vignes é uma comuna francesa na região administrativa da Île-de-France, no departamento de Yvelines. A comuna possui 10 175 habitantes segundo o censo de 1990.